# Jimmy Bøjgaard
 Der er for få eller ingen kildehenvisninger i denne artikel, hvilket er et problem. Du kan hjælpe ved at angive troværdige kilder til de påstande, som fremføres i artiklen.

Jimmy Bøjgaard (født 3. september 1974 i Herning) er en dansk studievært og tidligere tennisspiller.
Han har været tilknyttet TV 2 på freelancebasis fra Vinter-OL 1998 til 1. september 2008, hvor han etablerede eget pressebureau og blev tilknyttet TV 2 Sport, hvor han bl.a. har dækket ishockey, NFL (sammen med Claus Elming), motorsport og tennis. 
Bøjgaard spiller tennis på eliteniveau; i 2000 kvalificerede han sig til semifinalen ved DM i herredouble mens han repræsenterede Herning Tennis Klub. I dag repræsenterer han KB Tennis.
Stiftede i november 2008 rejsebureauet Bøjgaard Travel.
Forfatter til NFL-kicker Morten Andersens bog, Livet er et kick, og fungerer i dag som Morten Andersens agent i Danmark.
Privat har han dannet par med Ulla Essendrop.